# Almenara de Tormes
Almenara de Tormes és un municipi de la província de Salamanca a la comunitat autònoma de Castella i Lleó. Limita al Nord amb San Pelayo de Guareña, El Arco, Aldearrodrigo i Torresmenudas, a l'Est amb Valverdón, al Sud amb El Pino de Tormes i Zarapicos i a l'Oest amb San Pedro del Valle i Juzbado.

## Demografia
| 1991 | 1996 | 2001 | 2004 |
| ---- | ---- | ---- | ---- |
| 251  | 253  | 238  | 253  |